# Maison du Chapitre (Croissy-sur-Celle)
Pour les articles homonymes, voir Maison du Chapitre.
La maison du Chapitre est une maison ancienne située à Croissy-sur-Celle dans l'Oise en France.

## Présentation
L'édifice est un ancien presbytère et un bâtiment dont certains éléments datent du XVe siècle. C'est un témoignage important de l'activité économique du chapitre de la cathédrale d'Amiens du Moyen Âge au XVIIIe siècle.
Le bâtiment et son jardin sont inscrits au titre des monuments historiques par arrêté du 28 août 2013, modifié par arrêté du 9 novembre 2013,.